# Seven de Hong Kong 2000
El Seven de Hong Kong de 2000 fue la vigésima quinta edición del torneo de rugby 7, fue el octavo torneo de la primera temporada de la Serie Mundial Masculina de Rugby 7.
Se disputó en la instalaciones del Hong Kong Stadium.

## Fase de grupos

### Grupo A
| Equipo         | Encuentros | Encuentros | Encuentros | Encuentros | Tantos  | Tantos    | Tantos     | Puntos |
| Equipo         | jugados    | ganados    | empatados  | perdidos   | a favor | en contra | diferencia | Puntos |
| -------------- | ---------- | ---------- | ---------- | ---------- | ------- | --------- | ---------- | ------ |
| Fiyi           | 3          | 3          | 0          | 0          | 167     | 19        | 148        | 9      |
| Estados Unidos | 3          | 2          | 0          | 1          | 64      | 66        | −2         | 7      |
| Corea del Sur  | 3          | 1          | 0          | 2          | 73      | 64        | 9          | 5      |
| China          | 3          | 0          | 0          | 3          | 14      | 169       | −155       | 3      |

Nota: Se otorgan 3 puntos al equipo que gane un partido, 2 al que empate y 1 al que pierda

### Grupo B
| Equipo        | Encuentros | Encuentros | Encuentros | Encuentros | Tantos  | Tantos    | Tantos     | Puntos |
| Equipo        | jugados    | ganados    | empatados  | perdidos   | a favor | en contra | diferencia | Puntos |
| ------------- | ---------- | ---------- | ---------- | ---------- | ------- | --------- | ---------- | ------ |
| Nueva Zelanda | 3          | 3          | 0          | 0          | 147     | 5         | 142        | 9      |
| Italia        | 3          | 2          | 0          | 1          | 67      | 45        | 22         | 7      |
| Japón         | 3          | 1          | 0          | 2          | 50      | 64        | −14        | 5      |
| Singapur      | 3          | 0          | 0          | 3          | 5       | 155       | −150       | 3      |

### Grupo C
| Equipo    | Encuentros | Encuentros | Encuentros | Encuentros | Tantos  | Tantos    | Tantos     | Puntos |
| Equipo    | jugados    | ganados    | empatados  | perdidos   | a favor | en contra | diferencia | Puntos |
| --------- | ---------- | ---------- | ---------- | ---------- | ------- | --------- | ---------- | ------ |
| Australia | 3          | 3          | 0          | 0          | 106     | 10        | 96         | 9      |
| Hong Kong | 3          | 2          | 0          | 1          | 84      | 38        | 46         | 7      |
| Escocia   | 3          | 1          | 0          | 2          | 69      | 71        | −2         | 5      |
| Tailandia | 3          | 0          | 0          | 3          | 19      | 159       | −140       | 3      |

### Grupo D
| Equipo        | Encuentros | Encuentros | Encuentros | Encuentros | Tantos  | Tantos    | Tantos     | Puntos |
| Equipo        | jugados    | ganados    | empatados  | perdidos   | a favor | en contra | diferencia | Puntos |
| ------------- | ---------- | ---------- | ---------- | ---------- | ------- | --------- | ---------- | ------ |
| Inglaterra    | 3          | 3          | 0          | 0          | 124     | 17        | 107        | 9      |
| Samoa         | 3          | 2          | 0          | 1          | 81      | 30        | 51         | 7      |
| Sri Lanka     | 3          | 1          | 0          | 2          | 27      | 105       | −78        | 5      |
| Golfo Pérsico | 3          | 0          | 0          | 3          | 22      | 102       | −82        | 3      |

### Grupo E
| Equipo       | Encuentros | Encuentros | Encuentros | Encuentros | Tantos  | Tantos    | Tantos     | Puntos |
| Equipo       | jugados    | ganados    | empatados  | perdidos   | a favor | en contra | diferencia | Puntos |
| ------------ | ---------- | ---------- | ---------- | ---------- | ------- | --------- | ---------- | ------ |
| Sudáfrica    | 3          | 3          | 0          | 0          | 57      | 40        | 17         | 9      |
| Francia      | 3          | 2          | 0          | 1          | 48      | 17        | 31         | 7      |
| Croacia      | 3          | 1          | 0          | 2          | 66      | 43        | 23         | 5      |
| China Taipéi | 3          | 0          | 0          | 3          | 26      | 97        | −71        | 3      |

### Grupo F
| Equipo    | Encuentros | Encuentros | Encuentros | Encuentros | Tantos  | Tantos    | Tantos     | Puntos |
| Equipo    | jugados    | ganados    | empatados  | perdidos   | a favor | en contra | diferencia | Puntos |
| --------- | ---------- | ---------- | ---------- | ---------- | ------- | --------- | ---------- | ------ |
| Canadá    | 3          | 3          | 0          | 0          | 101     | 12        | 89         | 9      |
| Argentina | 3          | 2          | 0          | 1          | 100     | 19        | 81         | 7      |
| Irlanda   | 3          | 1          | 0          | 2          | 36      | 65        | −29        | 5      |
| Malasia   | 3          | 0          | 0          | 3          | 17      | 158       | −141       | 3      |

## Fase Final

### Cuartos de final
| 26 de marzo | Fiyi | 50 - 0 | Samoa |  |  |

| 26 de marzo | Inglaterra | 14 - 12 | Sudáfrica |  |  |

| 26 de marzo | Australia | 31 - 5 | Canadá |  |  |

| 26 de marzo | Nueva Zelanda | 29 - 0 | Argentina |  |  |

### Semifinal
| 26 de marzo | Fiyi | 52 - 7 | Inglaterra |  |  |

| 26 de marzo | Australia | 0 - 26 | Nueva Zelanda |  |  |

### Final
| 26 de marzo | Fiyi | 5 - 31 | Nueva Zelanda |  |  |

| Bandera de Nueva Zelanda |
| Campeón Nueva Zelanda    |
| 4º título del circuito   |